# AGSHP
AGSHP ist die Abkürzung für Ausbildungsgerät Schießsimulator Handwaffen/Panzerabwehrhandwaffen. Es handelt sich dabei um einen Schießsimulator, hergestellt von der in Deutschland ansässigen Thales Defence Deutschland GmbH, einer Tochtergesellschaft des Rüstungshersteller Thales, ehemals Thomson-CSF (Thales Group), mit dessen Hilfe dem Soldaten der sichere Umgang mit den Handwaffen der Bundeswehr vermittelt werden kann, ohne dazu auf die Schießbahn gehen zu müssen. Aufgrund der Unterbringung in einer Halle ist die Ausbildung wetterunabhängig und durch die Unabhängigkeit von Munition erheblich günstiger als der scharfe Schuss.
Die Ausbildung am AGSHP kommt vor allem in der Grundausbildung zur Anwendung, in der den Rekruten ein erstes Gefühl für die verschiedenen Waffen vermittelt werden soll. Den scharfen Schuss selbst kann das AGSHP nicht ersetzen, obwohl durch die verwendete Technik ein relativ realistischer Eindruck vom Schießen erzeugt wird.

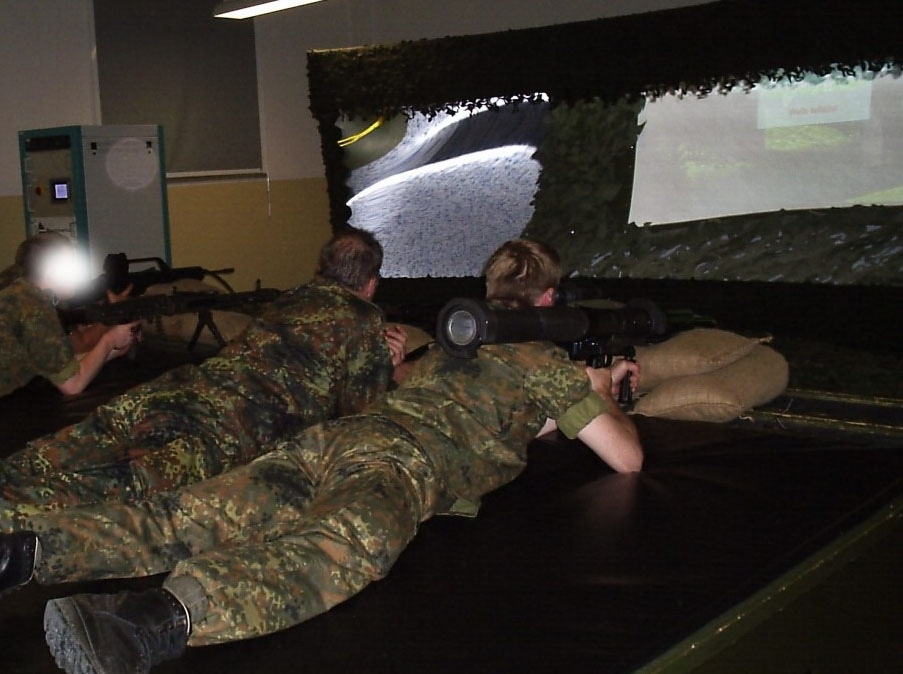
Schießtraining am AGSHP mit G36, MG3 und Panzerfaust 3

## Technik

### Aufbau der Anlage
Grundlage der Anlage sind ein Server und vier Bahnrechner, an den die Eingabegeräte (=Waffen) sowie jeweils ein Projektor angeschlossen sind. Diese werfen ihr Bild auf einen gekrümmten Schirm, den die Schützen über einen Kollimatorspiegel sehen. Dadurch wird ein realistisches Entfernungsgefühl bis hin zur Nutzung von Zielfernrohren erzeugt.

### Szenariendarstellung
Darstellbar sind einzelne Schießbahnen mit den verschiedenen Bundeswehr-Zielscheiben oder ganze Landschaften ebenso wie Anlagen und Einrichtungen der Bundeswehr (Fliegerhorste, Schiffe und Hafenanlagen). Es können neben feindlichen Soldaten oder Klappfallscheiben ebenso alle möglichen Fahr- und Flugzeuge dargestellt werden. Das Szenario wird im Prinzip wie ein Computerspiel-Level geladen und kann an verschiedene Umweltbedingungen (Regen, Schnee, Nebel, Wind) und Lichtverhältnisse (Nacht, Dämmerung, Tag) angepasst werden. Umweltverhältnisse wie Regen oder Wind haben auch Einfluss auf die rechnerische Ballistik.

### Schusserfassung
Anhand eines in jedes Eingabegerät eingebauten IR-Kollimators kann der Computer ermitteln, wohin der Schütze die simulierte Waffe richtet. Bei Schussabgabe wird der simulierte Schuss berechnet und die Trefferwirkung ggf. im Bild angezeigt. Zur Erhöhung des Realitätseindrucks sind die Übungswaffen mit einem Druckluftsystem ausgerüstet, das an einen Kompressor angeschlossen ist und bei Schussabgabe den Rückstoß sowie den Repetiervorgang simuliert. Das System ermöglicht die Simulation von halb- und vollautomatischem Schießen. Der Geschossknall sowie Gefechtslärm werden über Lautsprecher wiedergegeben. Das System erfordert auch realitätsnahen Magazinwechsel und Ladetätigkeiten.
Der Bediener hat jederzeit die Möglichkeit, sich Daten über alle 'Waffen' anzeigen zu lassen und ins Geschehen einzugreifen (Munitionsfreigabe, Übungsunterbrechung …). Schießfehler wie Verkanten der Waffe und Zielverhalten sind in Echtzeit zu überwachen, die Treffpunktlagen werden direkt angezeigt.

## Möglichkeiten
- Individuelles Schieß-Training des Einzelschützen auf unterschiedliche Entfernungen und Ziele
- Gefechtsschießen der kleinen Kampfgemeinschaft in unterschiedlichen Geländeformen und Bedrohungssituationen.
- Gleichzeitige Verwendung verschiedener Handfeuerwaffen
- Gefahrlose Ausbildung ohne Sicherheitsrisiken

Die verwendeten Eingabegeräte ähneln ihren Vorbildern, den Handwaffen der Bundeswehr, im Hinblick auf Aussehen, Gewicht und Handhabung sehr gut. Sie besitzen alle einen Anschluss für das Druckluftsystem und ein Datenkabel für Laser und Sensoren. Folgende Waffen können simuliert geschossen werden:
- Pistole P1
- Pistole P8
- Gewehr G3
- Gewehr HK G36 / AG36
- Anbaugerät 40 mm
- Granatpistole 40 mm
- MP2
- MP5
- MP7
- Maschinengewehr MG3
- Maschinengewehr MG4
- Maschinengewehr MG5
- Panzerfaust
- Granatmaschinenwaffe

Aufgrund der Vielzahl an Sensoren, die in den Eingabegeräten untergebracht sind, können folgende Werte ermittelt und graphisch dargestellt werden:
- Haltepunkt (Einpendeln auf das Ziel)
- Anpressdruck der Schulterstütze
- Verkantung der Waffe nach links oder rechts
- Abzugsposition
- Magazin vorhanden/Magazinwechsel durchgeführt
- Rohrwechsel für das MG3
- Simulation von Ladehemmungen / verkeilten Patronen

Damit können viele Ziel- und Haltungsfehler erkannt und behoben werden.
Das AGSHP kann außerdem problemlos auf neue Waffentypen erweitert werden.

## Versionen
Das AGSHP gibt es inzwischen in zwei Versionen (AGSHP 2 und AGSHP Evolution). Die Version „Evolution“ bietet unter anderem eine wesentlich verbesserte Darstellung in 3D gegenüber der ersten Version (AGSHP 2), welche eher zweidimensional arbeitete. Die Version „Evolution“ ermöglicht auch die Simulation von Bewegungen, (wobei die Bewegungen programmiert sind und automatisch ablaufen) und das Verwenden mehrerer Waffen je Schütze. Die Bedienoberfläche läuft mittlerweile unter einem Windows-Betriebssystem. Die Anzahl der verschiedenen Schießübungen und realitätsangelehnten Szenarien wird ständig aktualisiert und erweitert.